# ميغيل أنخيل كيولار
ميغيل أنخيل كيولار (بالإسبانية: Miguel Ángel Cuéllar) هو مدرب كرة قدم ولاعب كرة قدم إسباني وباراغواياني، ولد في 25 سبتمبر 1982 في سالتو ديل غوايرا ‏ في باراغواي. لعب مع تيغري وديبورتيفو بيريرا وسبورتيفو لوكوينو وسي إف آر كلوج ولاسيرينا ونادي بوليفار.

## وصلات خارجية
- ميغيل أنخيل كيولار على موقع قاعدة بيانات كرة القدم.إي يو (الإنجليزية)
- ميغيل أنخيل كيولار على موقع Soccerway.com (الإنجليزية)
- ميغيل أنخيل كيولار على موقع عالم كرة القدم.نت (الإنجليزية)
- ميغيل أنخيل كيولار على موقع AS.com (الإسبانية)